# Alta Comisaría de España en Marruecos
La Alta Comisaría de España en Marruecos era el máximo órgano de la administración española en el Protectorado español de Marruecos, cuya existencia fue de 1913 a 1956. El Alto Comisario era el cargo a la cabeza de este organismo y a su vez constituía la máxima autoridad española del Protectorado.

## Historia
El cargo fue creado en 1913 con el nombramiento del general de división Felipe Alfau Mendoza como Alto Comisario de la zona de influencia española en Marruecos.
Originalmente el cargo combinaba tanto las funciones militares como las civiles, por lo que el Alto Comisario era también el jefe superior de la Ejército de África. La situación cambió cuando en 1923 se suprimió esta bicefalia y se crearon dos agrupaciones militares en las zonas occidental (Ceuta-Tetuán) y oriental (Melilla). Poco más tarde se volvió a recuperar el puesto de comandante militar de todas las fuerzas militares, aunque continuó separado del puesto de alto comisario. Con la proclamación de la Segunda República la administración colonial sufrió pocos cambios respecto a la época anterior, aunque reforzó la posición de los cargos ocupados por civiles frente a la tradicional presencia de militares en la administración colonial del Protectorado. De hecho, se reforzó su posición del alto comisario frente al resto de cargos inferiores o subordinados a su autoridad y la coordinación entre el alto comisario y el comandante en jefe de las fuerzas militares.
En 1934, a la Alta Comisaría se le concedió también la atribución de gobernador general en los territorios de Ifni, Sáhara español y Río de Oro. Esto también llevó a la subordinación de los gobernadores del Sáhara y el Ifni a la figura del alto comisario, aunque sin llegar a formar parte de la administración del protectorado. Esta situación continuó hasta 1946, cuando fue creada el África Occidental Española y dentro de ella quedaron incorporados los territorios de Ifni, Cabo Juby, Sahara y Río de Oro.
Hubo un total de 24 altos comisarios en las más de cuatro décadas que existió el Protectorado, siendo en su inmensa mayoría militares, aunque también hubo algunos civiles nombrados a tal efecto: Miguel Villanueva y Luis Silvela (1923), Luciano López Ferrer (1931), Juan Moles (1933; 1936) y Manuel Rico Avello (1934). Durante el Golpe de Estado de julio de 1936 que dio lugar a la Guerra Civil, el coronel Eduardo Sáenz de Buruaga se hizo cargo del puesto por unos días hasta que se trasladó a Córdoba, pero nunca se le dio carácter oficial. Hasta octubre no se cubrió el puesto, cuando los sublevados nombraran oficialmente al general Luis Orgaz Yoldi. El último alto comisario fue el teniente general Rafael García Valiño, que cesó en sus funciones el 8 de agosto de 1956 tras la Independencia de Marruecos y la desaparición del Protectorado español.

## Funciones
La administración española en el Protectorado de Marruecos de estaba dirigida por un Alto Comisario, una figura desarrollada a imagen y semejanza de los altos comisionados ingleses, y formalmente acreditada ante el jalifa (como representante del sultán), pero de hecho la máxima autoridad en el Protectorado. La Alta Comisaría dirigía la acción política de España en el Protectorado, y de ella emanaban las órdenes e instrucciones. El alto comisario estaba asistido por diversos departamentos (Asuntos Indígenas, Fomento y Hacienda). Existía un interventor territorial en cada una de las regiones, representado directamente a la Delegación de Asuntos Indígenas. Subordinados a él existía un siguiente escalón, con interventores comarcales y, finalmente, interventores locales. El mantenimiento del orden estaba a cargo de los Regulares (fuerzas del ejército español con "indígenas" rifeños) y de la Policía Indígena. En el aspecto militar, el alto comisario estaba asistido por tres comandantes con sede en Ceuta, Melilla y Larache.